# Live at the Riverboat 1969
Albums de Neil Young
Chrome Dreams II
(2007) Fork in the Road
(2009)
Live at the Riverboat 1969 est un album live de Neil Young sorti en 2009.

## Historique
En février 1969, Neil Young donne une série de six concerts au Riverboat, un café de Toronto. Cet enregistrement a été effectué lors de ces performances.
L'album fait partie des "Neil Young Archives Performance Series", disque 1.
Il est repris, volume 3, dans le coffret The Archives Vol. 1 1963-1972 sorti en 2009.

## Titres
1. Emcee Intro. / Sugar Mountain Intro. – 1:10
2. Sugar Mountain – 5:34
3. Incredible Doctor Rap – 3:10
4. The Old Laughing Lady – 5:14
5. Audience Observation / Dope Song / Band Names Rap – 2:59
6. Flying on the Ground Is Wrong – 3:58
7. On the Way Home Intro. – 0:25
8. On the Way Home – 2:40
9. Set Break / Emcee Intro. – 1:20
10. I've Loved Her So Long – 2:13
11. Allen A-Dale Rap – 2:20
12. I Am a Child – 2:27
13. 1956 Bubblegum Disaster – 2:04
14. The Last Trip to Tulsa – 7:00
15. Words Rap – 2:14
16. Broken Arrow – 4:38
17. Turn Down the Lights Rap – 0:53
18. Whiskey Boot Hill – 2:22
19. Expecting to Fly Intro. – 0:54
20. Expecting to Fly – 2:55

## Musicien
- Neil Young - guitare, chant